# BlueSoleil
BlueSoleil è un software bluetooth compatibile con Windows XP, Windows Vista, Windows 7, Windows Mobile e molte distribuzioni di Linux come Xandros, Ubuntu, Debian e Moblin.

## Storia
Lo sviluppo di questo software è iniziato nel 1999 dalla IVT Corporation e nel 2002 è stata pubblicata la sua prima versione. Da allora è stato installato da più di 100 milioni di utenti nel mondo.

## Collegamento con il wiimote
La funzionalità forse più conosciuta di questo programma è quella di poter collegare via bluetooth il wiimote al computer, per poterlo poi utilizzare con l'emulatore Dolphin e con molti altri programmi anche non studiati appositamente per tale controller.
Per poter far questo, bisogna tuttavia seguire la seguente procedura (da utilizzare con Windows e BlueSoleil in italiano):
1. Procurarsi ed installare il software BlueSoleil seguendo la procedura guidata
2. Dopo aver finito l'installazione e dopo aver riavviato il computer, aprire il nuovo collegamento chiamato "Risorse Bluetooth"
3. Continuare a premere i tasti 1 e 2 del wiimote (i led dovrebbero lampeggiare)
4. Cliccare con il tasto destro sull'icona del wiimote e premere con il tasto sinistro "Connetti"
5. È ora possibile smettere di premere i due pulsanti (non bisogna preoccuparsi se i led continuano a lampeggiare)
6. Procurarsi ed aprire la cartella in cui è salvato Dolphin
7. Aprire il programma "Dolphin" o "DolphinIL"
8. Cliccare con il tasto sinistro sul pulsante "wiimote"

Dopo aver fatto questo sarà possibile utilizzare il wiimote con l'emulatore Dolphin.